# Liste de mosquées de Russie
Cet article présente la liste de mosquées de Russie.

## Liste
| Nom                                                  | Image | Ville             | Sujet                    | Inauguration      |
| ---------------------------------------------------- | ----- | ----------------- | ------------------------ | ----------------- |
| Mosquée blanche d'Astrakhan                          |       | Astrakhan         | Oblast d'Astrakhan       |                   |
| Mosquée noire d'Astrakhan                            |       | Astrakhan         | Oblast d'Astrakhan       |                   |
| Mosquée rouge d'Astrakhan                            |       | Astrakhan         | Oblast d'Astrakhan       |                   |
| Mosquée blanche de Bolgar                            |       | Bolgar            | Tatarstan                |                   |
| Mosquée Lala Tulpan d'Oufa                           |       | Oufa              | Bachkirie                | 1998              |
| Mosquée des 25 prophètes d'Oufa                      |       | Oufa              | Bachkirie                | 16 juin 2010      |
| Grande mosquée d'Oufa                                |       | Oufa              | Bachkirie                | 1830              |
| Mosquée de Salavat                                   |       | Salavat           | Bachkirie                |                   |
| Grande mosquée de Makhatchkala                       |       | Makhatchkala      | Daguestan                | 1998              |
| Mosquée Alburikent de Makhatchkala                   |       | Makhatchkala      | Daguestan                |                   |
| Mosquée de Iaroslavl                                 |       | Iaroslavl         | Oblast de Iaroslavl      |                   |
| Mosquée d'Ivanovo                                    |       | Ivanovo           | Oblast d'Ivanovo         |                   |
| Mosquée Kamal du Nord de Norilsk                     |       | Norilsk           | Kraï de Krasnoïarsk      |                   |
| Mosquée de Voljsk                                    |       | Voljsk            | République des Maris     |                   |
| Mosquée historique de Moscou                         |       | Moscou            | Moscou                   | 1823              |
| Grande mosquée de Moscou                             |       | Moscou            | Moscou                   | 23 septembre 2015 |
| Mosquée de Nijni Novgorod                            |       | Nijni Novgorod    | Oblast de Nijni Novgorod |                   |
| Mosquée Caravansaray d'Orenbourg                     |       | Orenbourg         | Oblast d'Orenbourg       |                   |
| Mosquée Husainia d'Orenbourg                         |       | Orenbourg         | Oblast d'Orenbourg       |                   |
| Mosquée de Vladikavkaz                               |       | Vladikavkaz       | Ossétie-du-Nord-Alanie   | 1908              |
| Mosquée d'Ijevsk                                     |       | Ijevsk            | Oudmourtie               |                   |
| Mosquée de Perm                                      |       | Perm              | Kraï de Perm             | 1903              |
| Mosquée de Kassimov                                  |       | Kassimov          | Oblast de Riazan         | 1768              |
| Mosquée de Saint-Pétersbourg                         |       | Saint-Pétersbourg | Saint-Pétersbourg        | 1921              |
| Mosquée de Samara                                    |       | Samara            | Oblast de Samara         | 1990              |
| Mosquée de Saratov                                   |       | Saratov           | Oblast de Saratov        |                   |
| Mosquée d'Iekaterinbourg                             |       | Iekaterinbourg    | Oblast de Sverdlovsk     |                   |
| Mosquée Äcem de Kazan                                |       | Kazan             | Tatarstan                | 1890              |
| Mosquée Apanayev de Kazan                            |       | Kazan             | Tatarstan                | 1771              |
| Mosquée bleue de Kazan                               |       | Kazan             | Tatarstan                |                   |
| Mosquée Burnay de Kazan                              |       | Kazan             | Tatarstan                | 1872              |
| Mosquée İske Taş de Kazan                            |       | Kazan             | Tatarstan                | 1802              |
| Mosquée Märcani de Kazan                             |       | Kazan             | Tatarstan                | 1770              |
| Mosquée Nurulla de Kazan                             |       | Kazan             | Tatarstan                | 1849              |
| Mosquée Qolsharif de Kazan                           |       | Kazan             | Tatarstan                | 24 juillet 2005   |
| Mosquée Soltan de Kazan                              |       | Kazan             | Tatarstan                | 1868              |
| Mosquée du Millième anniversaire de l'Islam de Kazan |       | Kazan             | Tatarstan                | 1926              |
| Grande mosquée Nijnekamsk                            |       | Nijnekamsk        | Tatarstan                | 1996              |
| Mosquée Aymani Kadyrova d'Argoun                     |       | Argoun            | Tchétchénie              | 16 mai 2014       |
| Mosquée Akhmad Kadyrov de Grozny                     |       | Grozny            | Tchétchénie              | 17 octobre 2008   |
| Mosquée de Tver                                      |       | Tver              | Oblast de Tver           |                   |